# Проспект Давида Агмашенебели
Проспект Давида Агмашенебели (груз. დავით აღმაშენებლის გამზირი) — улица в Тбилиси, в районе Чугурети, от Саарбрюкенской площади до улицы Георгия Цабадзе. Одна из главных транспортных магистралей города.

## История
Первоначальное название — Михайловский проспект (1851) — в честь сына российского императора Николая I. Проложен параллельно старой Авчальской дороге, шедшей от Авлабарских ворот. На плане 1735 года царевича Вахушти на месте начала современного проспекта показана деревня Ахалсопели, на плане 1800 года на этом месте указана деревня Кукия с церковью, территория была окружена крепостными стенами, вокруг располагался обширный частный сад.
В 1818 году здесь возникло поселение Александердорф (названо так в честь царствующего русского монарха) вюртембергских немцев-колонистов, в основном занимавшихся сельским хозяйством, распахавшим местность под сады и огороды и даже проведшим оросительный канал.
В 1853 году территория вошла в городскую черту.
После сооружения Верийского моста (1883) обе стороны оформившейся здесь улицы стали интенсивно застраиваться в духе господствовавшего в те годы эклектического стиля. Обширные некогда сады к настоящему времени сохранились лишь фрагментально (летний сад филармонии, сад клуба имени Горького (сад роз), парк «Муштаиди») и как озеленение внутренних двориков.
В 1883 году конка связала проспект с железнодорожным вокзалом.
В 1918 году был переименован в проспект Плеханова в честь умершего в том году деятеля российского революционного движения Г. В. Плеханова.
В 1925 году к проспекту была продлена (пробита) Вокзальная улица.
В первой половине 1930-х годов в конце проспекта был построен стадион «Динамо» на 30 000 зрителей (архитектор А. Курдиани, при участии Н. Гриневского).
В 1940-е годы была снесена кирха Петра и Павла (архитектор Л. Бильфельд). На месте снесённых строений была организована площадь Марджанишвили, по периметру площади выстроены три Г-образных дома (архитектор М. С. Мелия), два из которых жилые (1948, Сталинская премия III степени за 1950 год), в третьем расположился институт Тбилгорпроект (1956).
Реконструкция старого Верийского моста в 1953 году (мост Сталина, архитектор М. Мелия, инженер Г. Чомахидзе) оживила транспортное сообщение между левобережными и правобережными районами города.
В 1954 году в примыкающем к проспекту Парке имени Горького установлен памятник М. Горькому (скульпторы Б. Авалишвили и И. Окропиридзе).
11 января 1966 года была открыта станция метро Марджанишвили.
Современное название получил в январе 1993 года в честь царя Грузии Давида IV Строителя (Агмашенебели).
23 ноября 2011 года — в день православного праздника «Гиоргоба» и в честь празднования 8-й годовщины «Революции роз»
президент Грузии и мэр Тбилиси торжественно открыли отреставрированную часть проспекта.

## Достопримечательности

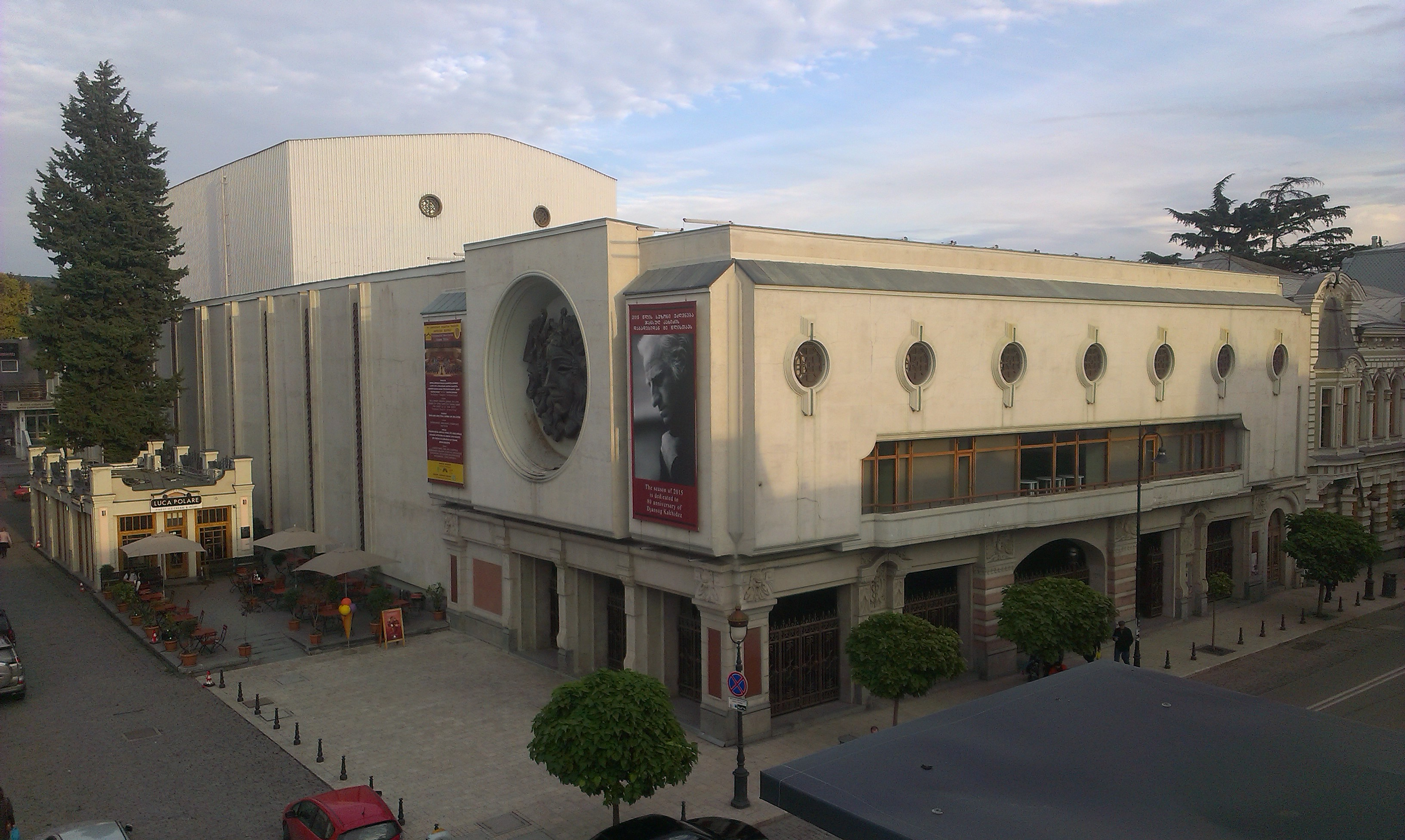
Государственный центр музыки Грузии

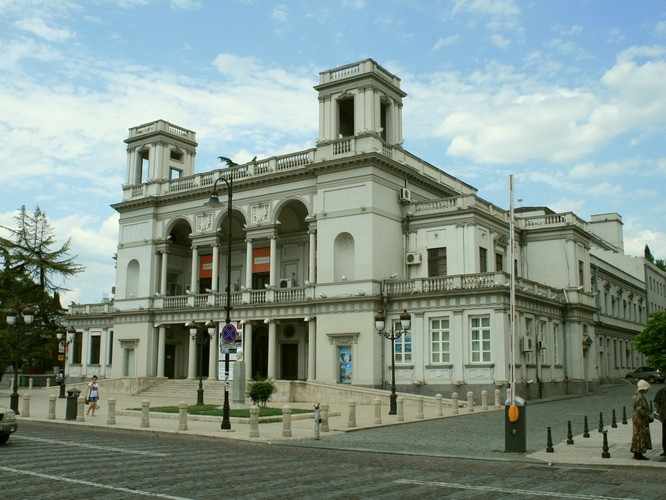
Дворец культуры железнодорожников

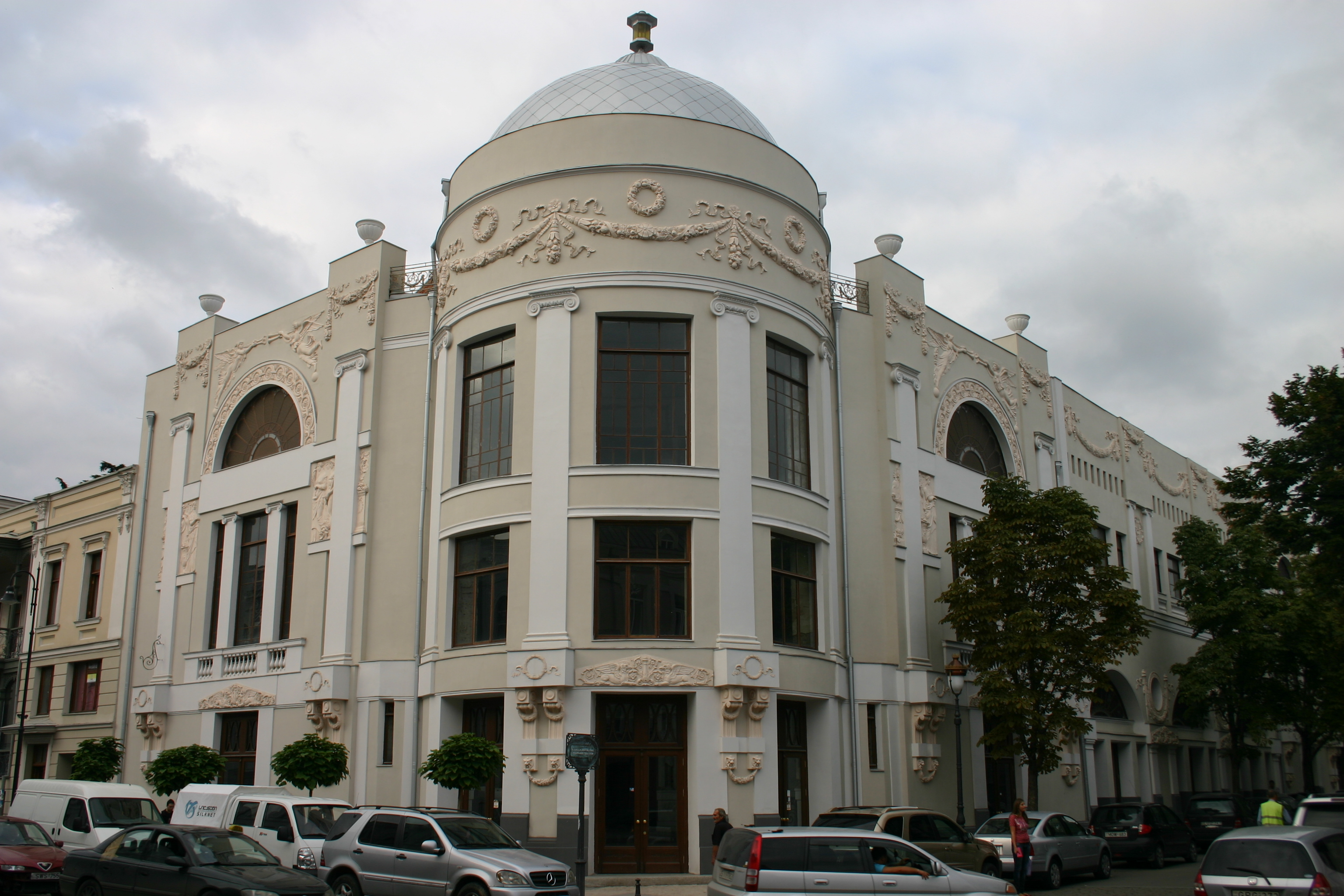
Кинотеатр «Аполло»

- д. 27 — бывший доходный дом Манташева (архитектор Г. А. Саркисян)[4]
- д. 36 — бывший дом Э. Чавчанидзе
- д. 38 — бывший кинотеатр «Колхида»
- д. 52 — мемориальная доска Л. Н. Толстому (останавливался здесь в ноябре 1851 года)[5]
- д. 58 — Михайловская больница (14 июля 1922 года в больнице скончался попавший под автомобиль на соседнем Верийском спуске видный революционер Камо)
- «Парк роз» (1892, архитектор Л. Бильфельд, в советское время — парк Максима Горького)
- д. 59 — жилой дом (1950, архитектор И. Чхенкели)
- д. 83/23 — музей Вахтанга Чабукиани
- д. 99 — Русский государственный театр юного зрителя им. Нодара Думбадзе
- д. 103 — бывший отель «Ветцель» (1911, архитектор Л. Бильфельд, в советское время — гостиница «Рустави», кукольный театр)
- д. 115 — бывший дом Зальцмана
- д. 123 — бывший дом культуры железнодорожников (1950, архитектор Г. Тер-Микелов)
- д. 125 — Государственный центр музыки Грузии, в советское время — филармония Грузии
- д. 127 — в советское время кинотеатр «Амирани»
- д. 128 — бывший дом Каджаров (1893, архитектор П. Штерн)
- д. 135 — Кинотеатр «Аполло»[груз.] (1909), в советское время — «Октябрь»
- д. 138 — доходный дом купца Мелик-Дадаяна (архитектор Г. Тер-Микелов)
- д. 143 — сад Гургенова[6]
- д. 148 — бывшее военное училище
- д. 150 — бывшая Тбилисская геофизическая обсерватория, в 1899—1901 годах жил и работал И. В. Сталин
- д. 157 — Грузино-российский общественный центр, на стене мозаика с изображением Давида Агмашенебели
- д. 164 — киностудия «Грузия-фильм» (1927—1930, архитектор М. Буз-оглы)
- д. 182 — Грузинский театр музыкальной комедии им. В. Абашидзе
- парк Муштаиди